# Уаи-О-Тапу

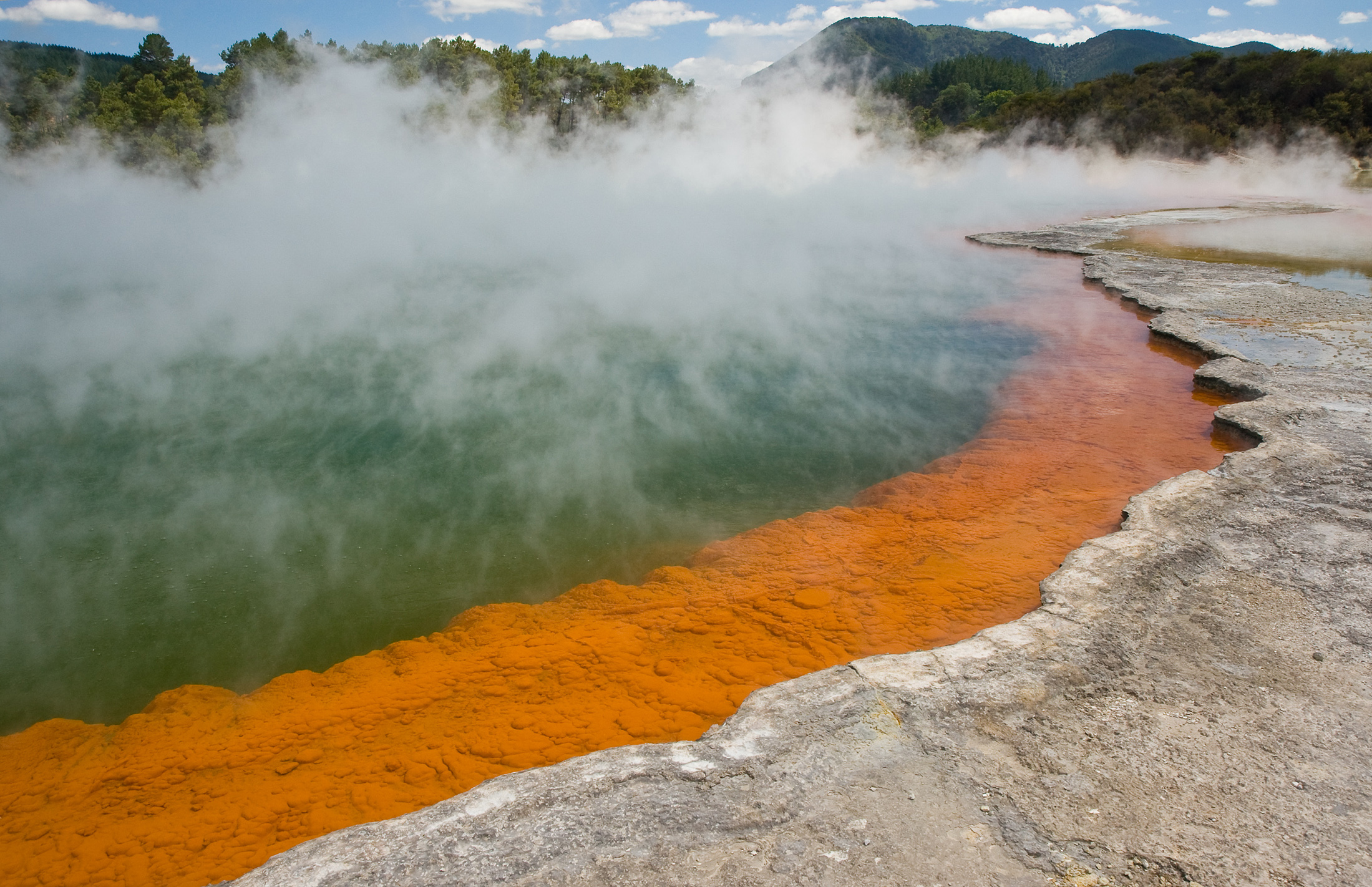
Горячий источник Бассейн с шампанским

Уаи-О-Тапу (в переводе с языка маори — «Священные воды») — область с высокой геотермальной активностью на юге вулканического центра Окатайна, к северу от кальдеры Репороа, в вулканической зоне Таупо Северного острова Новой Зеландии. В этой области находится множество живописных горячих источников, а также гейзер Леди Нокс. До европейской колонизации на этой территории проживало племя нгати ваоа, путешествовавшее на своих каноэ арава и вака.
С давних времен область Уаи-О-Тапу пользуется популярностью среди туристов. С 1931 года территория находится под охраной, но частично остаётся туристическим аттракционом, действующим под названием Waiotapu Thermal Wonderland («Страна термальных чудес Уаи-О-Тапу»)
Самый знаменитый гейзер — Леди Нокс, горячие источники — Бассейн с шампанским (англ. Champagne Pool), Палитра художника (англ. Artist’s Palette) и кипящие грязевые ключи.

## Фотогалерея

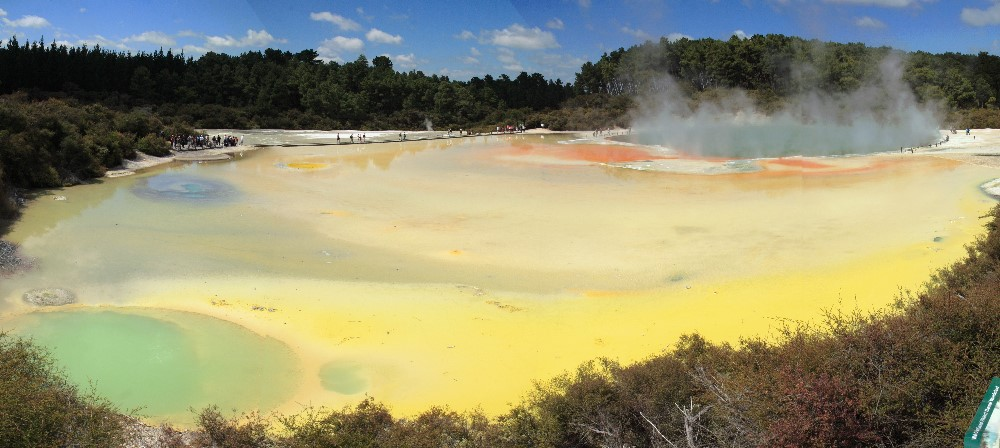
Источники Уаи-О-Тапу
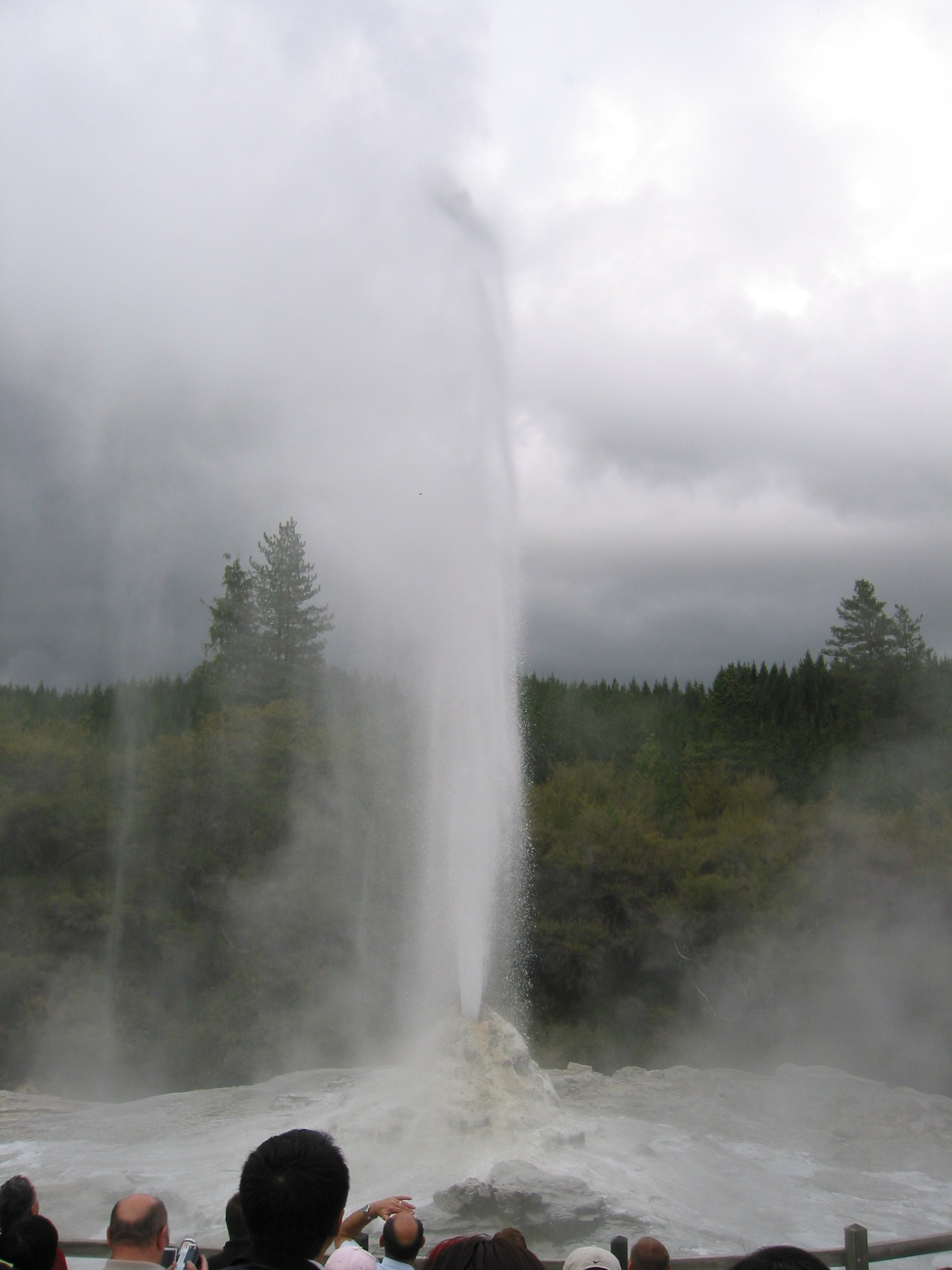
гейзер Леди Нокс
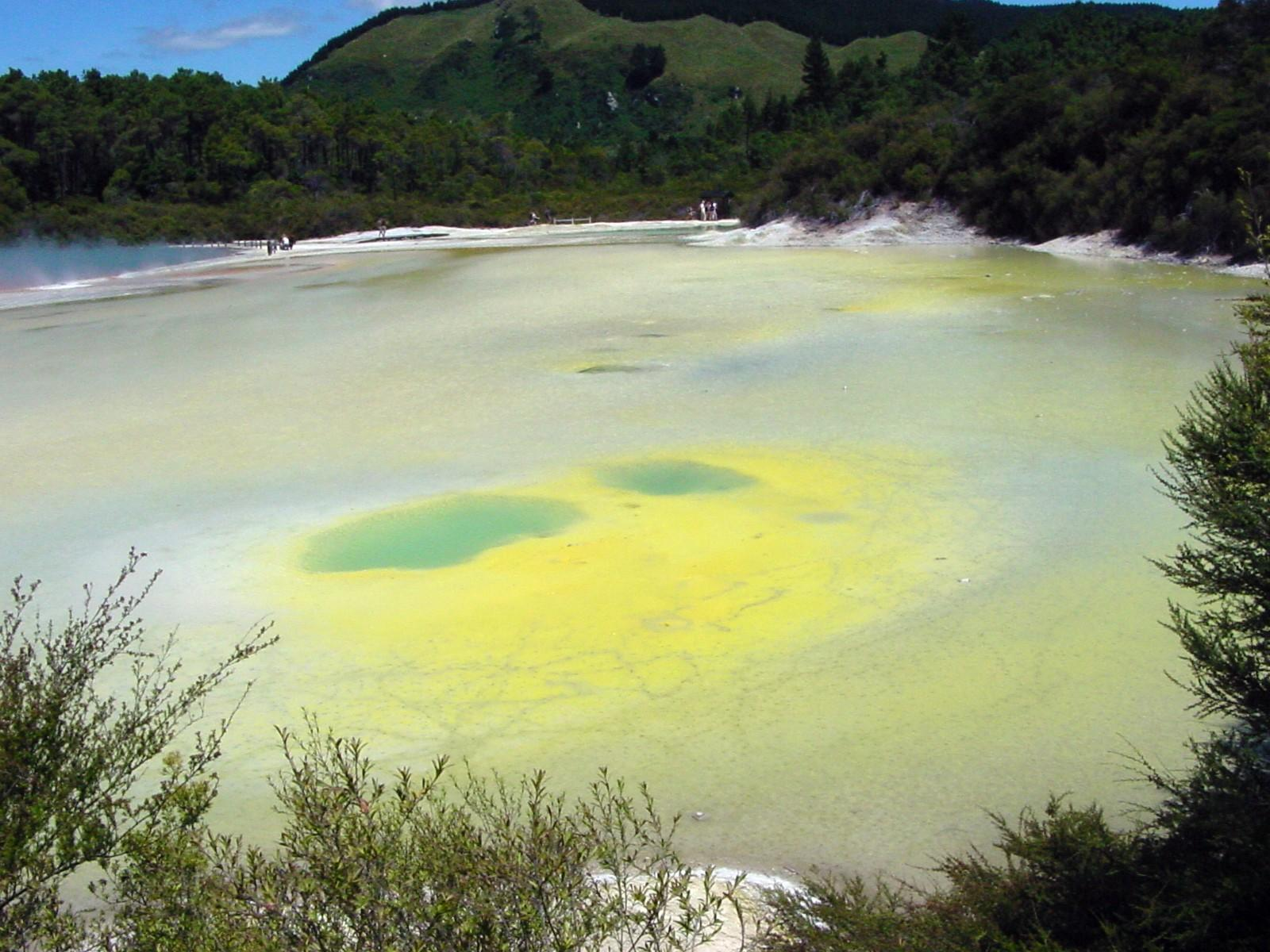
Палитра художника
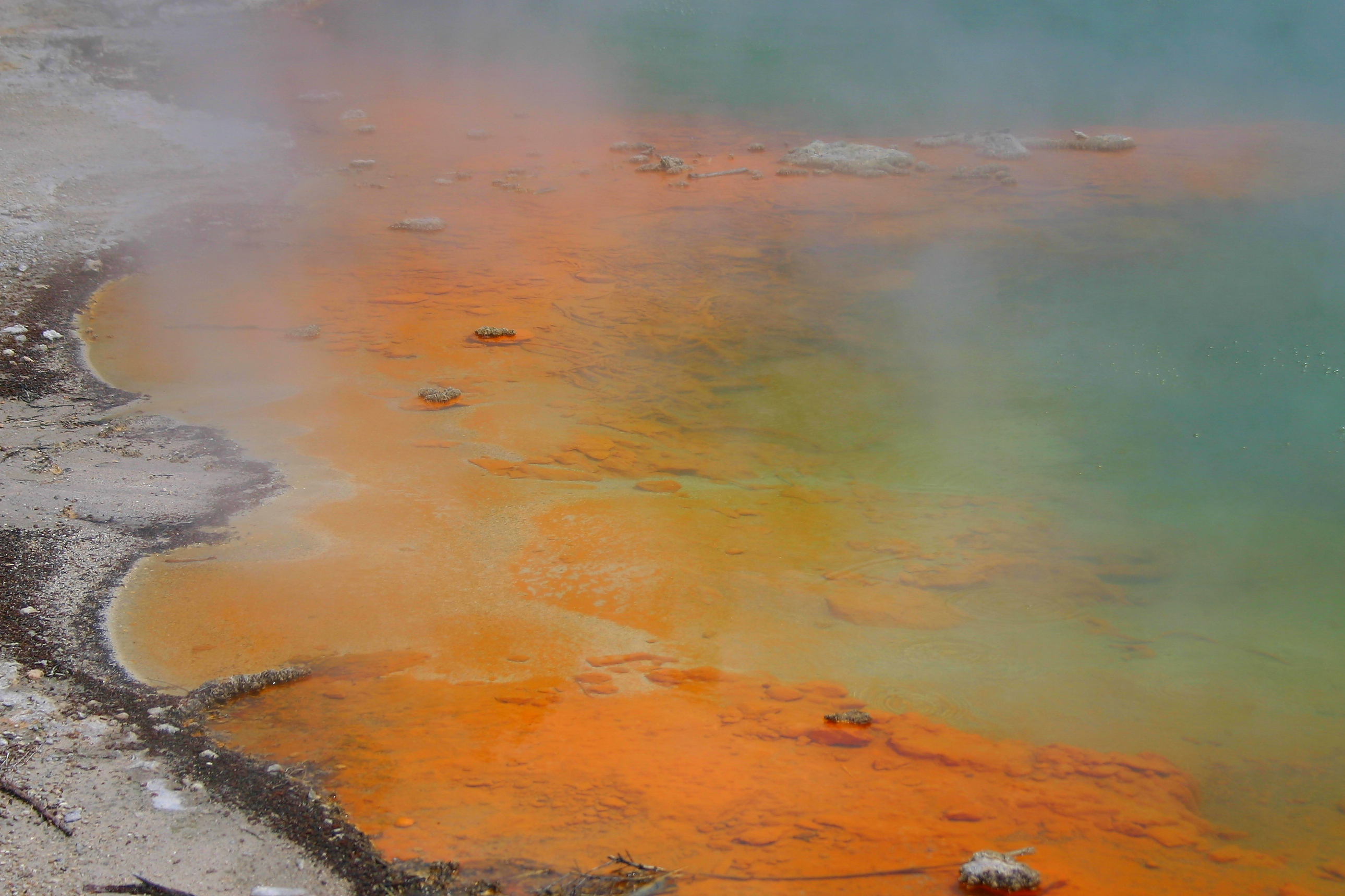
Бассейн с шампанским